# Tarit Kumar Sett
Tarit Kumar Sett (ur. 15 stycznia 1931, zm. 29 stycznia 2014 w Kolkacie) – kolarz indyjski, olimpijczyk.
Reprezentował Indie na igrzyskach olimpijskich w Helsinkach (1952) w jeździe drużynowej. Partnerowali mu Raj Kumar Mehra, Netai Bysack i Suprovat Chakravarty, a kolarzom z Indii przypadło ostatnie, 22. miejsce. W 1951 Sett był w składzie reprezentacji kolarskiej na inauguracyjnych igrzyskach azjatyckich w Delhi. W 1954 i 1956 startował w Wyścigu Pokoju. Zdobył mistrzostwo kraju.
Był żonaty, miał syna Abhijita (także kolarza) i córkę Munmun. Zmarł po długiej chorobie 29 stycznia 2014.